# Tupinambás de Crateús
O povo tupinambá é um povo indígena brasileiro que vive na periferia de Crateús, município do estado do Ceará. Estão concentrados na Terra Prometida, uma da ocupações indígenas da área urbana, e são filiados à Associação Indígena dos cariris juntamente com outras famílias tabajaras e calabaças.
Os tupinambás são todos membros de uma mesma família, que tinham no senhor Severino Tupinambá, o seu patriarca. Seu Severino era originário da Mata do Breu, no Amazonas, e afirmava ter sido raptado quando ainda criança de sua aldeia natal e que rodou pelo mundo, vindo a se fixar em Crateús há muitos anos, quando constituiu família e fama como curador. Sua trajetória já foi motivo de reportagem na revista Istoé Nº 1575 de 8 de dezembro de 1999.